# 霍明角
67°48′S 67°16′W / 67.800°S 67.267°W
霍明角（英語：Homing Head），是南極洲的海岬，位於葛拉漢地西岸的法利埃海岸，處於馬蹄島的薩利灣東北部，由英國南極名稱諮詢委員會命名，現時由南極條約體系管理。